# NGC 3252
NGC 3252 este o galaxie spirală situată în constelația Dragonul. A fost descoperită în 3 aprilie 1785 de către William Herschel. Se află la o distanță de 19,5 megaparseci de Pământ.